# Underground Babylon
Underground Babylon – płyta zespołu Catholic Discipline wydana w 2004 roku przez firmę Artifix Records. Nagrań dokonano na koncertach zespołu w klubach "Hong Kong Cafe" i "Anti-Club" w Los Angeles pomiędzy październikiem 1979 a styczniem 1980 roku.

## Lista utworów
1. "Barbee Doll Lust" – 3:14
2. "Everyone Dies Laughing" – 2:48
3. "Hypocrite" – 1:35
4. "Culture Sluts" – 2:33
5. "Underground Babylon" – 3:30
6. "European Son" (Velvet Underground) – 3:19
7. "Take It Away" – 2:29
8. "Whip Them Lord!" – 2:26
9. "Fast Rhythm" – 1:25
10. "In a Dungeon" – 2:44
11. "Everyone Dies Laughing" – 3:08
12. "Whip Them Lord!" – 2:15
13. "Soul Testing" – 3:03
14. "Shooting Up with Mother" – 3:49
15. "I'm Choking..." – 3:15
16. "Yes, We Do... (Partial)" – 1:23
17. "Tripmaker" (Seeds) – 2:16
18. "Take It Away" – 3:07
19. "Pablo Picasso" (Modern Lovers) – 3:40
20. "Dejame Solo" – 4:08
21. "No Soy Hemingway" – 1:03

- utwory 1-6, 17-18 nagrano w "Honk Kong Cafe", (Los Angeles), październik-listopad 1979
- utwory 7-10 nagrano w "Anti-Club" (Los Angeles), zima 1979
- utwory 11-16 nagrano w "Honk Kong Cafe", (Los Angeles), 19 stycznia 1980

## Skład
- Claude Bessy – śpiew
- Phranc – gitara (1-19)
- Rick Brodey – gitara basowa (1-19)
- Craig Lee – perkusja (1-19)
- Richard Meade – synezator (1-6, 17, 18),
- Robert Lopez – synezator (7-16, 19)

produkcja
- Greg McWhorter – producent
- Kim McWhorter – producent